# Dusona micrator
Dusona micrator är en stekelart som beskrevs av Hinz 1979. Dusona micrator ingår i släktet Dusona och familjen brokparasitsteklar. Inga underarter finns listade i Catalogue of Life.